# Syrrhopodon subdisciformis
Syrrhopodon subdisciformis är en bladmossart som beskrevs av Per Karl Hjalmar Dusén 1896. Syrrhopodon subdisciformis ingår i släktet Syrrhopodon och familjen Calymperaceae. Inga underarter finns listade i Catalogue of Life.